# Szlak Zielona Odra
Szlak Zielona Odra, česky lze neoficiálně přeložit jako trasa Zelená Odra, je dálková cyklistická trasa v západním Polsku, která vede podél veletoku Odra. Nachází se v okrese Słubice, okrese Krosno Odrzańskie, okrese Gorzów v Lubušském vojvodství a v okrese Myślibórz, okrese Gryfino a městě Štětín v Západopomořanském vojvodství.

## Popis
Szlak Zielona Odra leží převážně na pravém břehu řeky Odry a na začátku a konci trasy i na jejím levém břehu. Vede přes přírodně a turisticky cenné oblasti. Na trase se nachází řada chráněných území, historických památek a turisticky atraktivních míst. Trasu cyklostezky, která je zeleně značená, lze rozdělit na dvě části. Celková délka trasy stezky je asi 258 km.

### Trasa Krosno Odrzańskie – Kostrzyn nad Odrą (jižní část trasy)
Stezka začíná na levém břehu Odry ve směru Krosno Odrzańskie – Stary Raduszec – Strumienno – Sarbia – Czarnowo – Połęcko, kde je lodní přívoz přes Odru. Stezka pak pokračuje na pravém břehu Odry ve směru Maszewo – Rybaki – Miłów – Bytomiec – Rąpice – Kłopot – ruiny mostu Fürstenberger Oderbrücke – Rybojedzko – Urad s rozhlednou v Uradu. Trasa pak vede přes Kunice – Rybocice – Świecko – Słubice – Nowy Lubusz – Górzyca – Stary Kostrzyn – Kostrzyn nad Odrą (Kostřín).
Délka jižní části trasy je cca 102 km a prochází geomorfologickými celky Dolina Środkowej Odry, Równina Torzymska, Lubuski Przełom Odry a Kotlina Freienwaldzka.

### Trasa Kostrzyn nad Odrą – Szczecin (severní část trasy)
Kostrzyn nad Odrą (Kostřín) – Szumiłowo – Kaleńsko – Namyślin – Kłosów – Czelin – Stary Błeszyn – Gozdowice – Stare Łysogórki – Siekierki – Stara Rudnica – Stary Kostrzynek – Osinów Dolny, kde se nachází nejzápadnější bod Polska. Stezka pak pokračuje ve směru Cedynia – Lubiechów Dolny – Bielinek – Piasek – Krajnik Górny – Krajnik Dolny – Ognica – Widuchowa – Marwice – Krzypnica – Krajnik – Nowe Czarnowo – Pniewo – Gryfino – Żabnica – Stare Brynki – Štětín (Prawobrzeże) – Štětín (Wyspa Pucka) – Štětín (Śródmieście) – Zamek Książąt Pomorskich ve Štětíně.
Délka severní části trasy je cca 156 km a prochází geomorfologickými celky Kotlina Freienwaldzka, Równina Gorzowska, Dolina Dolnej Odry, Pojezierze Myśliborskie, Równina Wełtyńska, Wzgórza Bukowe a Wzniesienia Szczecińskie.

### Nejvyznamnější chráněné oblasti na trase
V abecedním pořadí:
- Cedyński Park Krajobrazowy
- Rezerwat przyrody Gęsi Bastion pod Starą Rudnicą
- Kostrzyneckie Rozlewisko
- Krzesiński Park Krajobrazowy
- Park Krajobrazowy Dolina Dolnej Odry
- Park Krajobrazowy Ujście Warty (Krajinný park Ústí Warty)
- Przy Torach
- Rezerwat przyrody Łęgi koło Słubic
- Rozległe Bagna nad Ilanką
- Szczeciński Park Krajobrazowy Puszcza Bukowa

## Návaznost na další cyklotrasy
Szlak Zielona Odra navazuje nebo se prolíná s dalšími domácími či mezinárodními dálkovými trasami, např.:
- Rowerowy Szlak Odry (Cyklistická stezka Odry)
- Oder-Neiße-Radweg (Cyklotrasa Odra-Nisa)
- Szlak rowerowy R-66 (Stettiner Haff-Rundweg)
- aj.

## Galerie

Značení
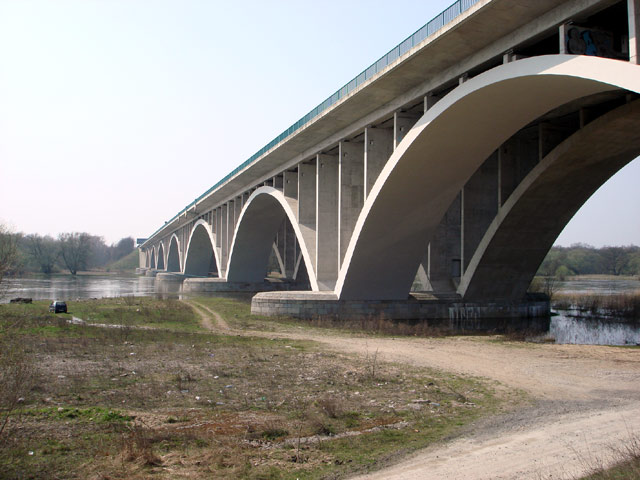
Dálniční most Świecko
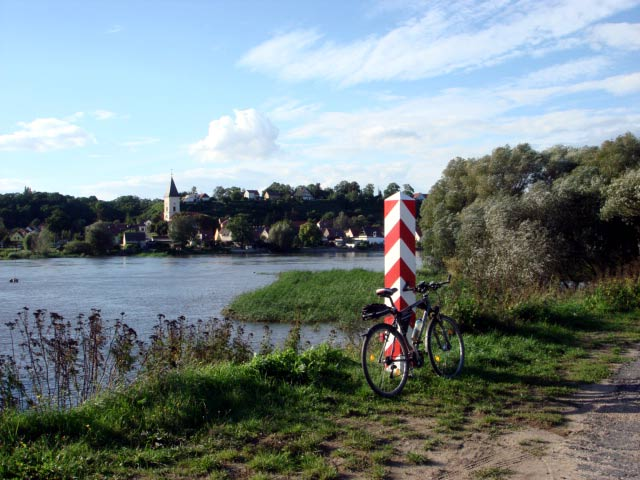
Nowy Lubusz - výhled na německý Lebus
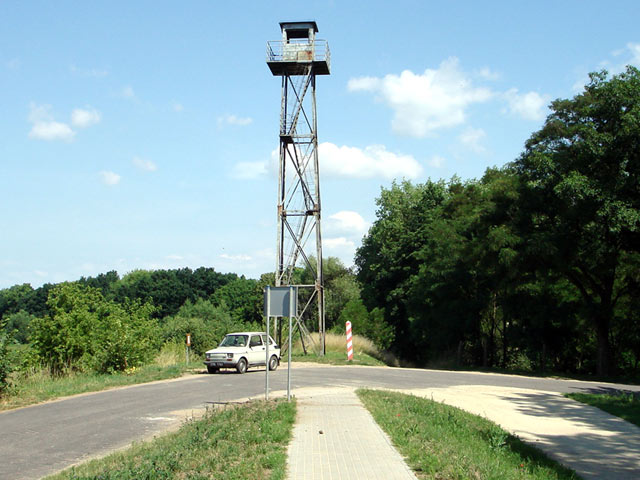
Górzyca
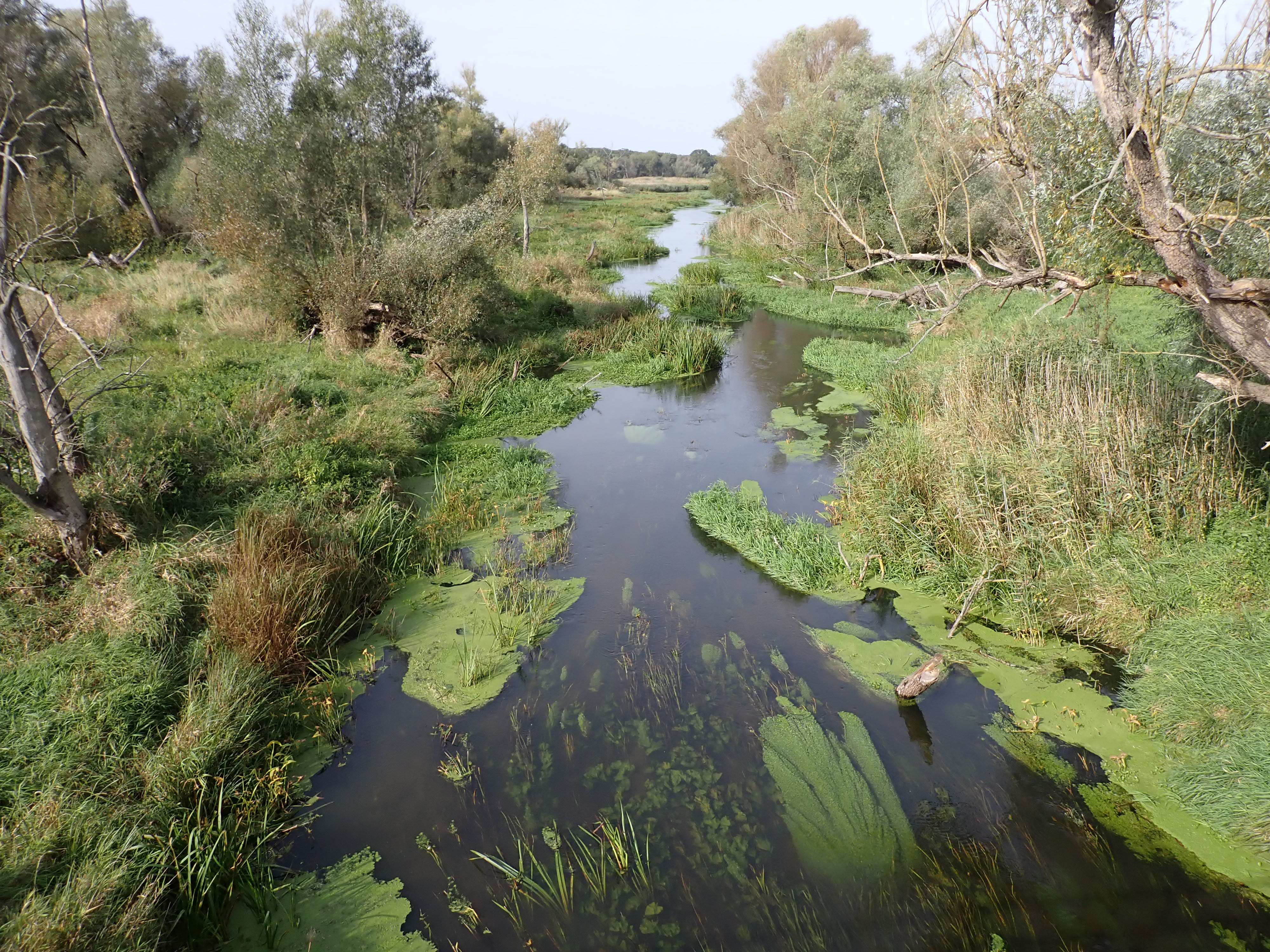
Świecko
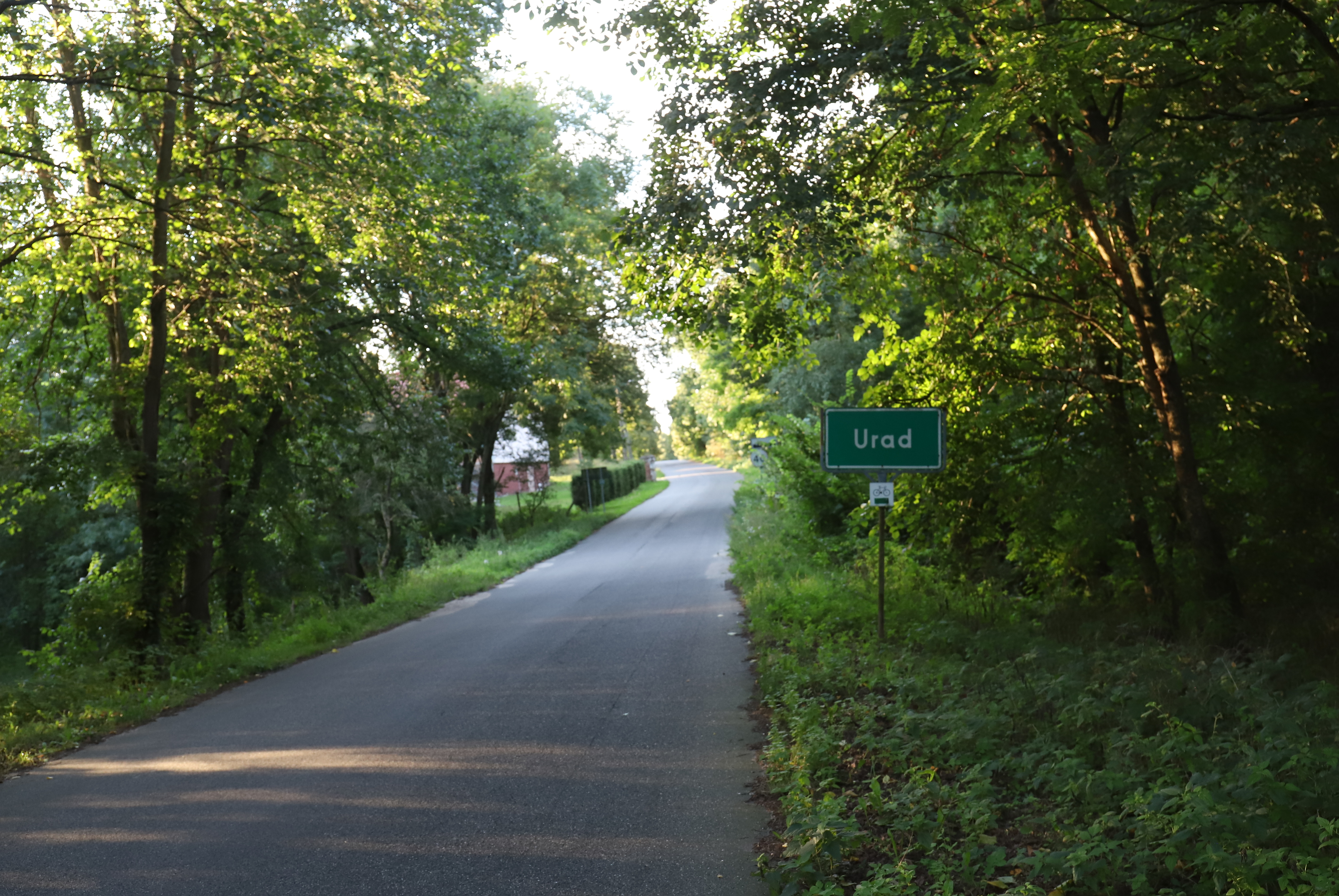
Urad
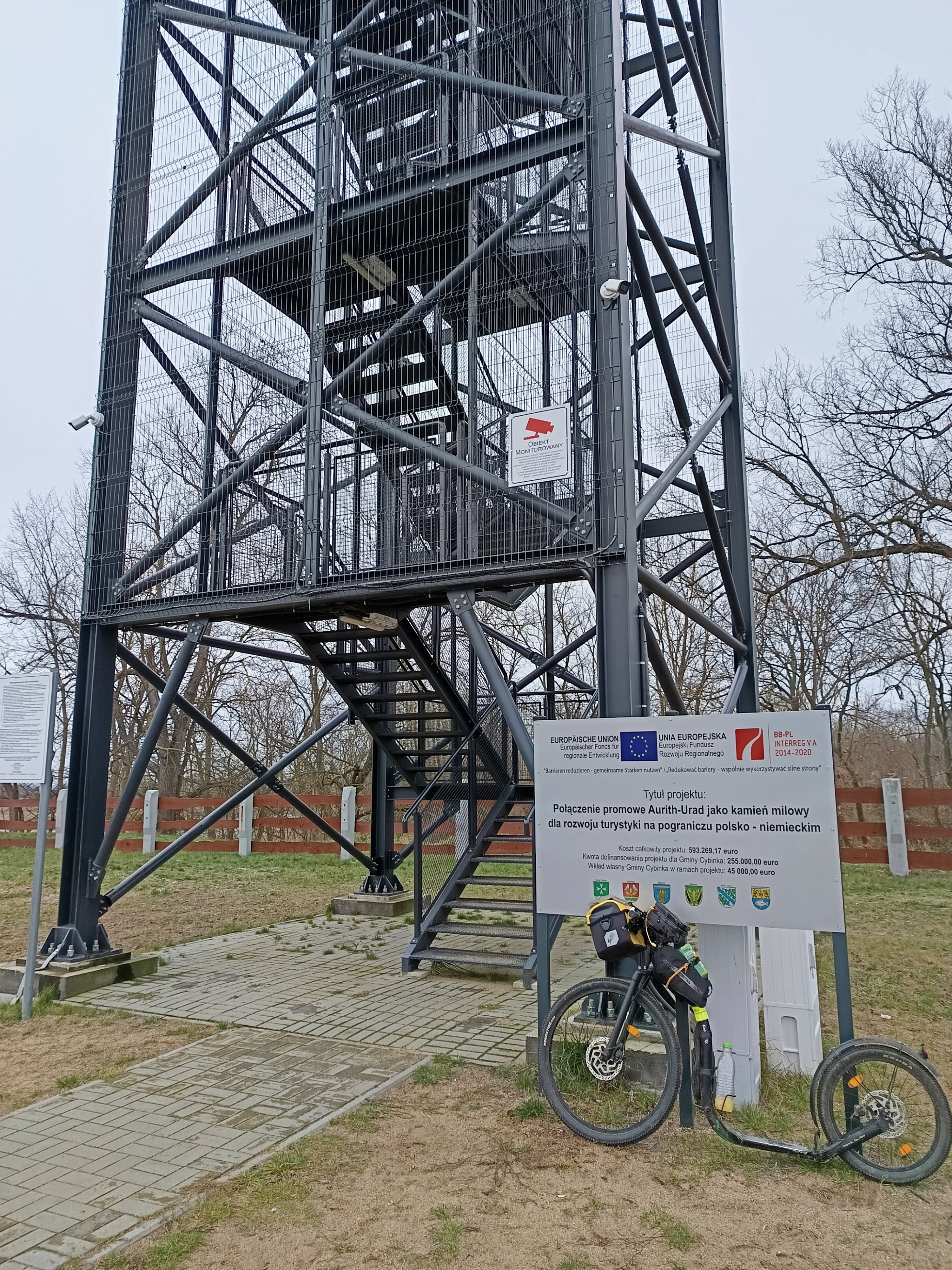
Rozhledna v Uradu
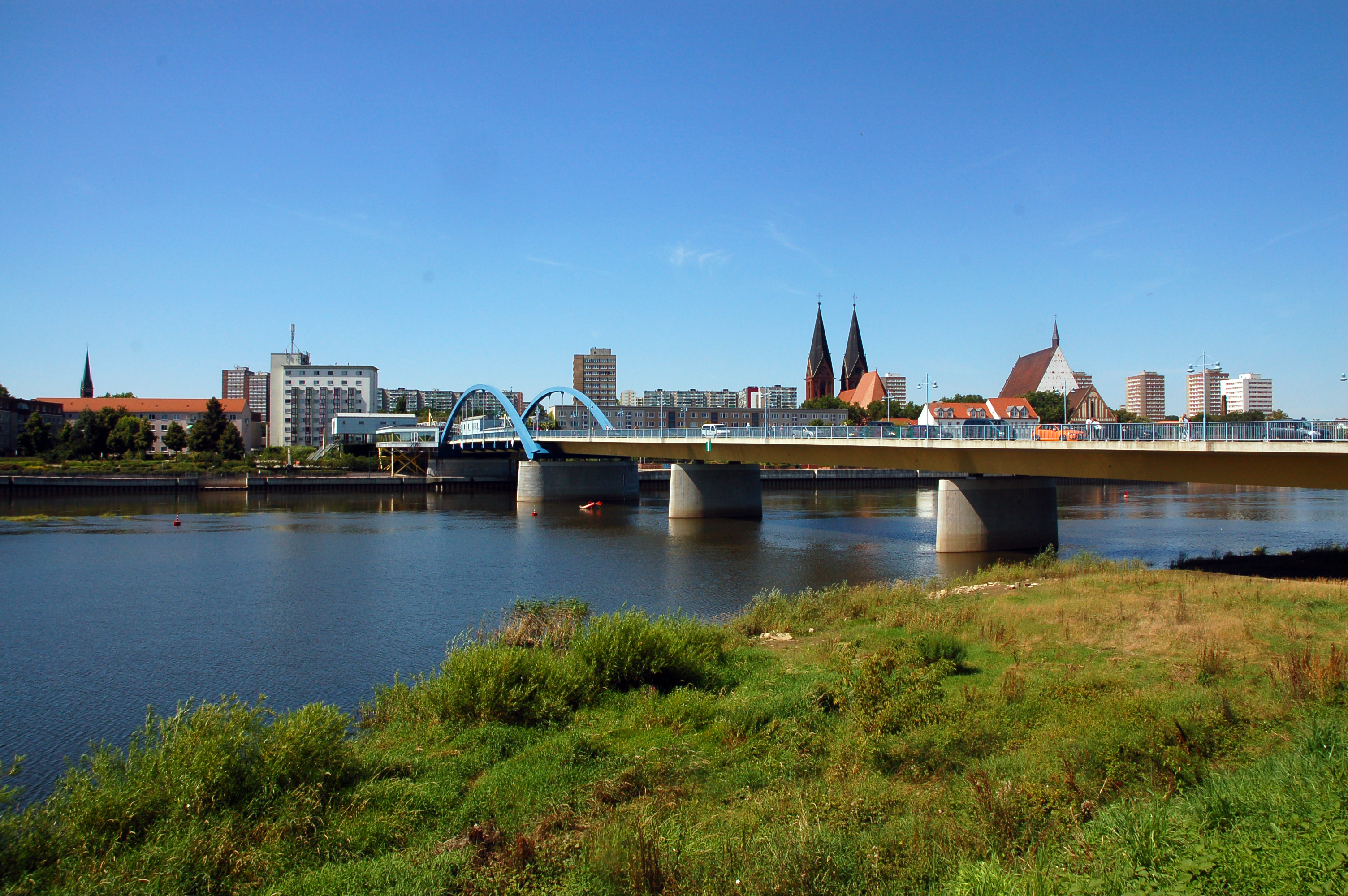
Słubice
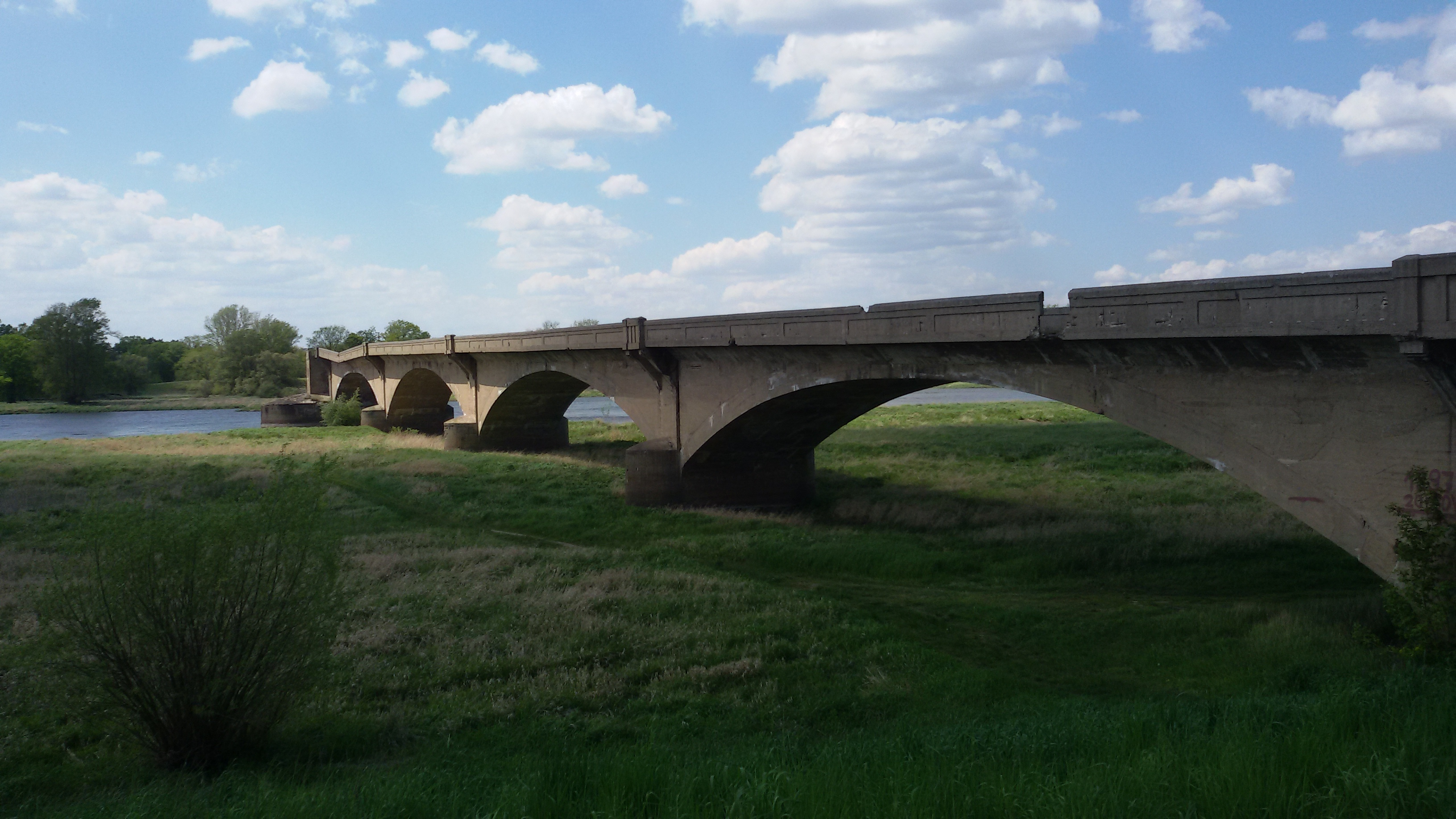
Ruiny mostu Fürstenberger Oderbrücke
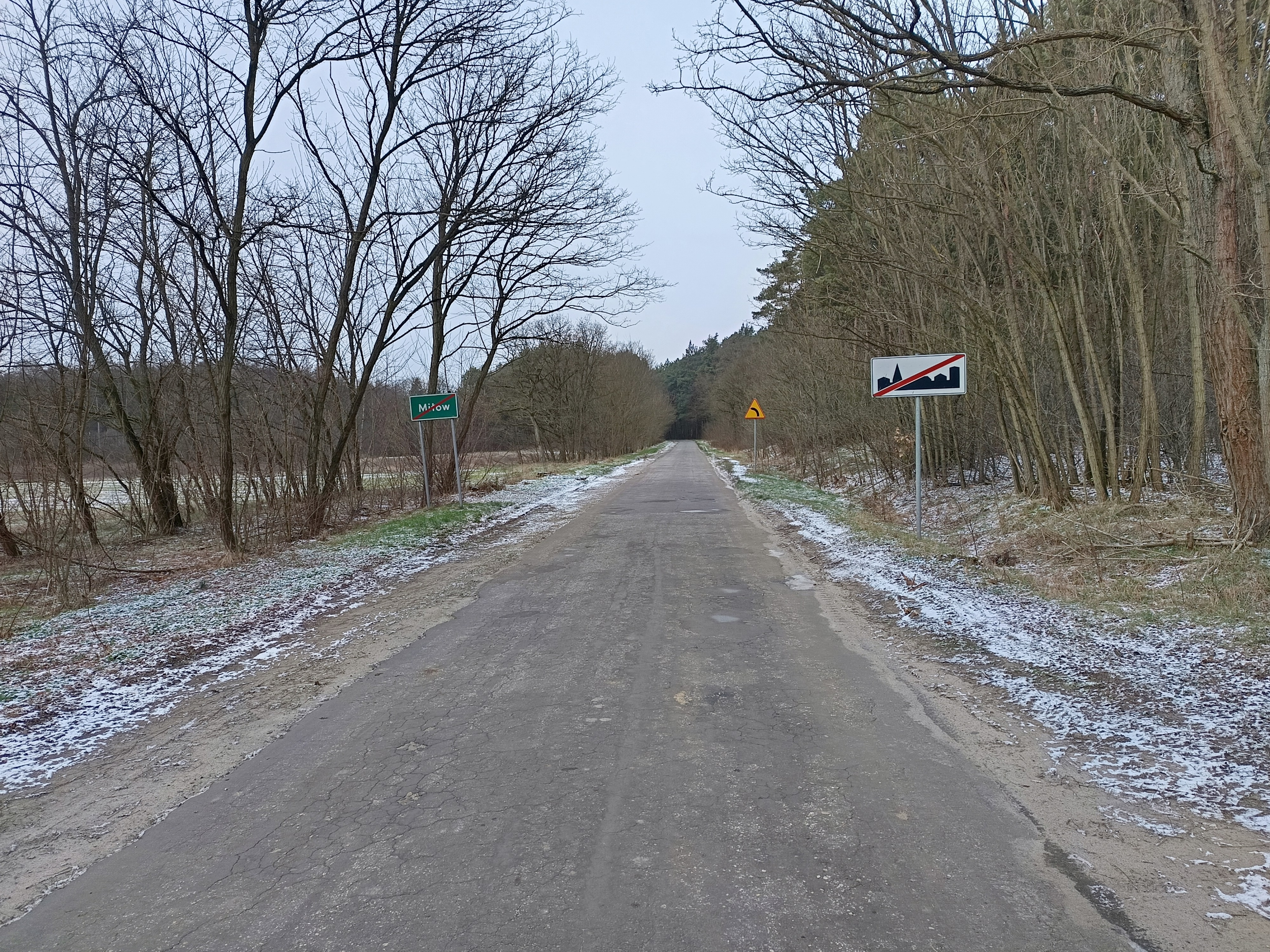
Miłów